# Hannelore Ratzeburg

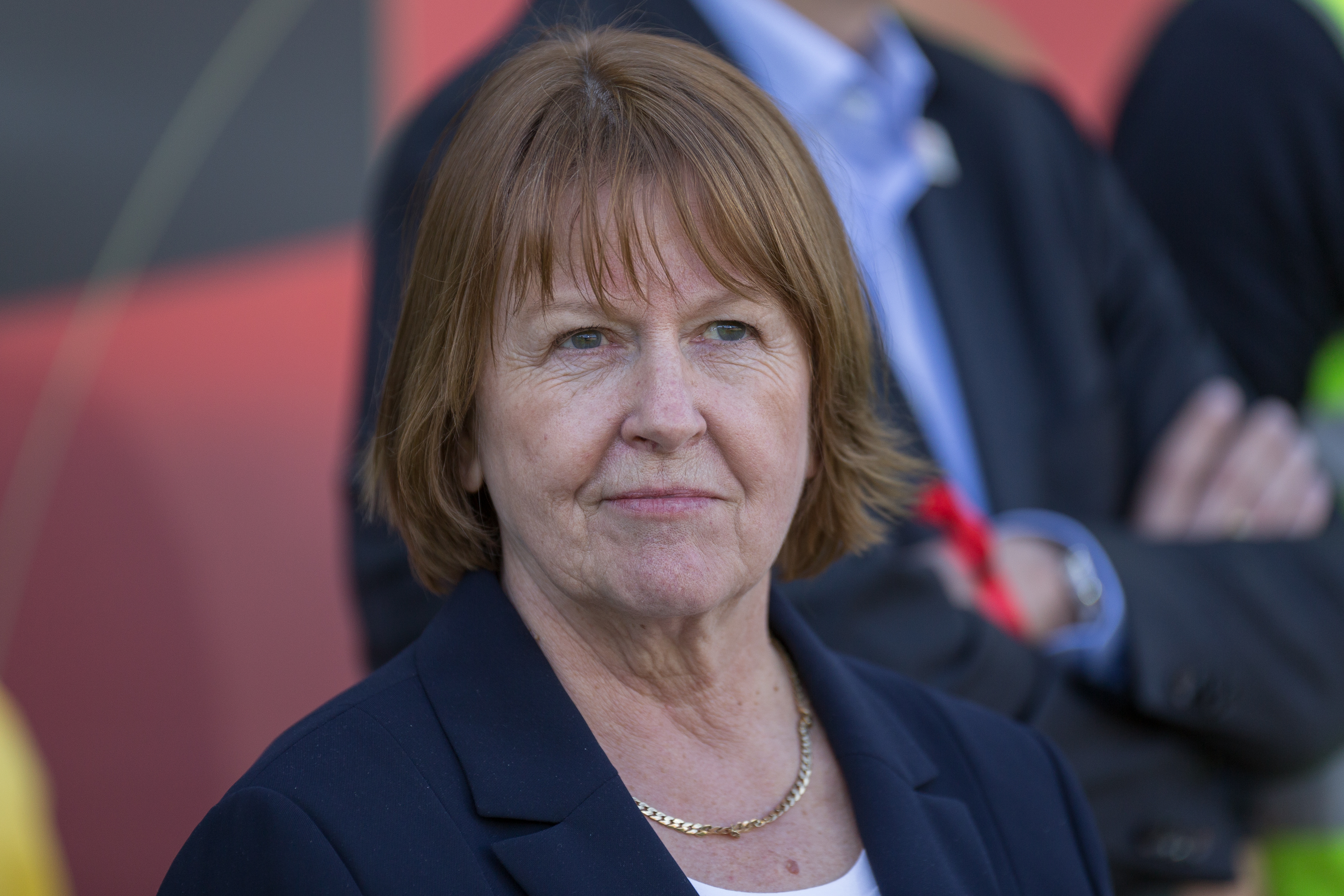
Hannelore Ratzeburg im Jahr 2018

Hannelore Ratzeburg (* 18. Juni 1951 in Hamburg) ist eine deutsche Fußballfunktionärin. Sie war von 2007 bis 2022 Vizepräsidentin für Frauen- und Mädchenfußball im Deutschen Fußball-Bund (DFB). Sie war von 1977 bis 2001 Referentin für Frauenfußball im Spielausschuss und seit 1989 Vorsitzende des neu eingerichteten Ausschusses für Frauenfußball. 1995 wurde sie als erste Frau in den DFB-Vorstand gewählt. Sie ist außerdem seit 1974 Vorsitzende des Ausschusses Frauen- und Mädchen-Fußball im Hamburger Fußball-Verband, seit 1980 Mitglied in der UEFA-Kommission für Frauenfußball sowie seit 1990 in der Kommission für Frauenfußball und die Frauen-Fußballwettbewerbe der FIFA. Von Beruf ist sie Diplom-Sozialpädagogin. Ab 2014 war sie im Landessportamt Hamburg für die Pflege der „Netzwerke im Sport“ zuständig. 2018 trat sie in den beruflichen Ruhestand.

## Leben
Bereits in ihrer Studienzeit spielte Hannelore Ratzeburg für den Hamburger Stadtteilverein SV West-Eimsbüttel – zu der Zeit war ihr auch ein Schiedsrichterausweis ausgestellt worden – und dann bei Grün-Weiß Eimsbüttel Fußball. Beim Hamburger Fußball-Verband erkannte man ihr Potential frühzeitig, sie wurde bereits 1974 zur Vorsitzenden des Ausschusses „Frauen- und Mädchenfußball“ und wurde 1980 mit Sitz und Stimme in das Präsidium des Hamburger Fußball-Verbands (HFV) gewählt.
Bis 1970 war es den Vereinen im DFB nicht gestattet, Frauenfußballmannschaften spielen zu lassen. Die UEFA forderte ihre Nationalverbände auf, Frauenfußball zuzulassen und in die Verbände aufzunehmen, denn sie wollte keine eigenen Frauenfußball-Verbände zulassen. Der DFB beschloss auf dem Bundestag 1970, Frauenfußball zu genehmigen und richtete 1977 eine zusätzliche Position im Spielausschuss ein; Hannelore Ratzeburg wurde zur Referentin für Frauenfußball gewählt. Seitdem vertritt sie den deutschen Frauenfußball. Auf ihre Initiative hin werden seit 1980 der DFB-Pokal der Frauen und seit 1981 der Länderpokal der Frauen ausgerichtet. Sie hatte außerdem Anteil an der Einrichtung der Frauenfußball-Nationalmannschaft und der Frauenfußball-Bundesligen. Auf dem DFB-Bundestag am 26. Oktober 2007 wurde sie als erste Frau ins DFB-Präsidium gewählt. Beim DFB-Bundestag am 11. März 2022 trat sie nicht mehr an und schied aus dem Präsidium des DFB aus. Im Zuge dessen wurde ihr die Ehrenmitgliedschaft des DFB verliehen.

## Ehrungen
- 1996: Goldene Ehrennadel des DFB für ihre Verdienste um den Frauenfußball in Deutschland
- 2009: Verdienstkreuz am Bande der Bundesrepublik Deutschland
- 2011: Elisabeth-Selbert-Preis[3]
- 2012: Ehrennadel des DOSB
- 2022: Ehrenmitgliedschaft des DFB
- 2022: DOSB-Gleichstellungspreis

## Schriften
- Co-Autorin: Frauen Fußball Meisterschaften. 25 Jahre Frauenfußball. Agon-Verlag, Kassel 1995, ISBN 3-928562-87-8.